# Michail Sergejewitsch Koljada
Michail Sergejewitsch Koljada (russisch Михаил Сергеевич Коляда, * 18. Februar 1995 in Sankt Petersburg) ist ein russischer Eiskunstläufer, der im Einzellauf startet.
Koljada erreichte im Dezember 2015 den zweiten Rang bei den russischen Meisterschaften und qualifizierte sich somit erstmals für Europa- u. Weltmeisterschaften. Sein Debüt bei Europameisterschaften beendete er auf dem fünften Platz. Bei seinem Weltmeisterschaftsdebüt schaffte er in Boston auf Anhieb den vierten Platz. Zudem stellte er dort persönliche Punktebestleistungen in Kurzprogramm (89,66), Kür (178,31) und Gesamtleistung (267,97) auf.
In das Jahr 2017 ging Koljada erstmals als russischer Meister. Bei der Europameisterschaft in Ostrava errang er mit Bronze seine erste EM-Medaille. Bei der Weltmeisterschaft in Helsinki verbesserte Koljada seine Punktebestleistung im Kurzprogramm auf 93,28 Punkte. Seine Kür war jedoch fehlerbehaftet. So stürzte er beim vierfachen Lutz, auf den er im Kurzprogramm noch verzichtet hatte und ließ eine Kombination aus. Am Ende reichte es dennoch zum achten Platz für den Russen.

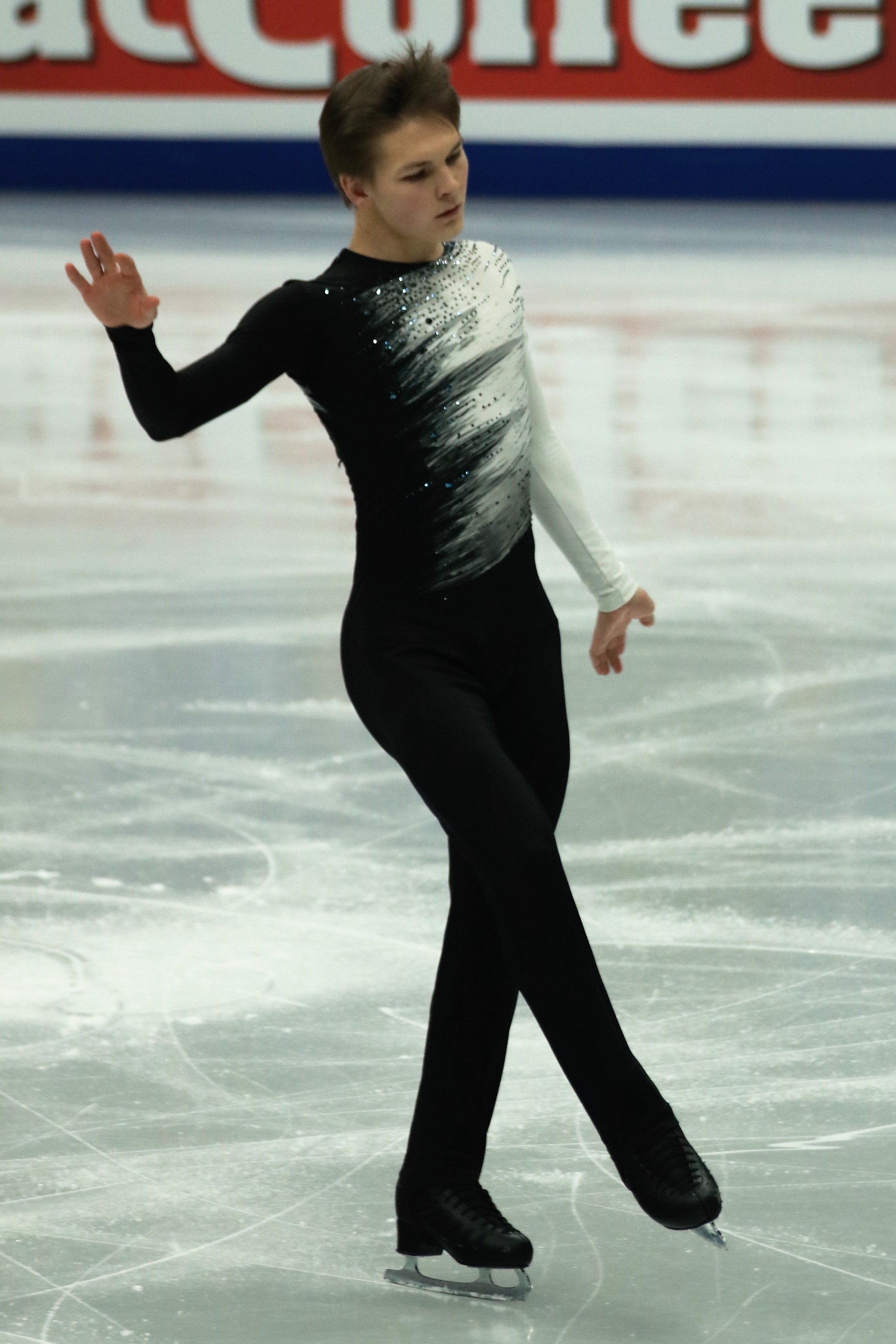
Koljada bei den Europameisterschaften 2018

Bei den Olympischen Winterspielen 2018 belegte Koljada im Einzelwettbewerb den 8. Platz. Im Teamwettbewerb gewann Koljada mit den Olympischen Athleten aus Russland eine Silbermedaille, zu der er durch seinen zweiten Platz in der Kür hinter Patrick Chan beitrug.

## Ergebnisse
| Meisterschaft / Jahr           | 2016  | 2017  | 2018  | 2019  | 2020  | 2021  | 2022  |
| ------------------------------ | ----- | ----- | ----- | ----- | ----- | ----- | ----- |
| Olympische Winterspiele        |       |       | 8.    |       |       |       |       |
| Weltmeisterschaften            | 4.    | 8.    | 3.    | 6.    |       | 5.    |       |
| Europameisterschaften          | 5.    | 3.    | 3.    | 5.    |       |       |       |
| Russische Meisterschaften      | 2.    | 1.    | 1.    | 2.    |       | 1.    |       |
| Grand-Prix-Wettbewerb / Saison | 15/16 | 16/17 | 17/18 | 18/19 | 19/20 | 20/21 | 21/22 |
| Grand-Prix-Finale              |       |       | 3.    |       |       |       |       |
| Cup of Russia                  | 5.    | 4.    | 3.    | 4.    |       | 1.    | 2.    |
| NHK Trophy                     |       | 5.    |       |       |       |       |       |
| Cup of China                   |       |       | 1.    |       |       |       |       |
| Helsinki                       |       |       |       | 4.    |       |       |       |
| Gran Premio d’Italia           |       |       |       |       |       |       | 2.    |